# Schiefbahn

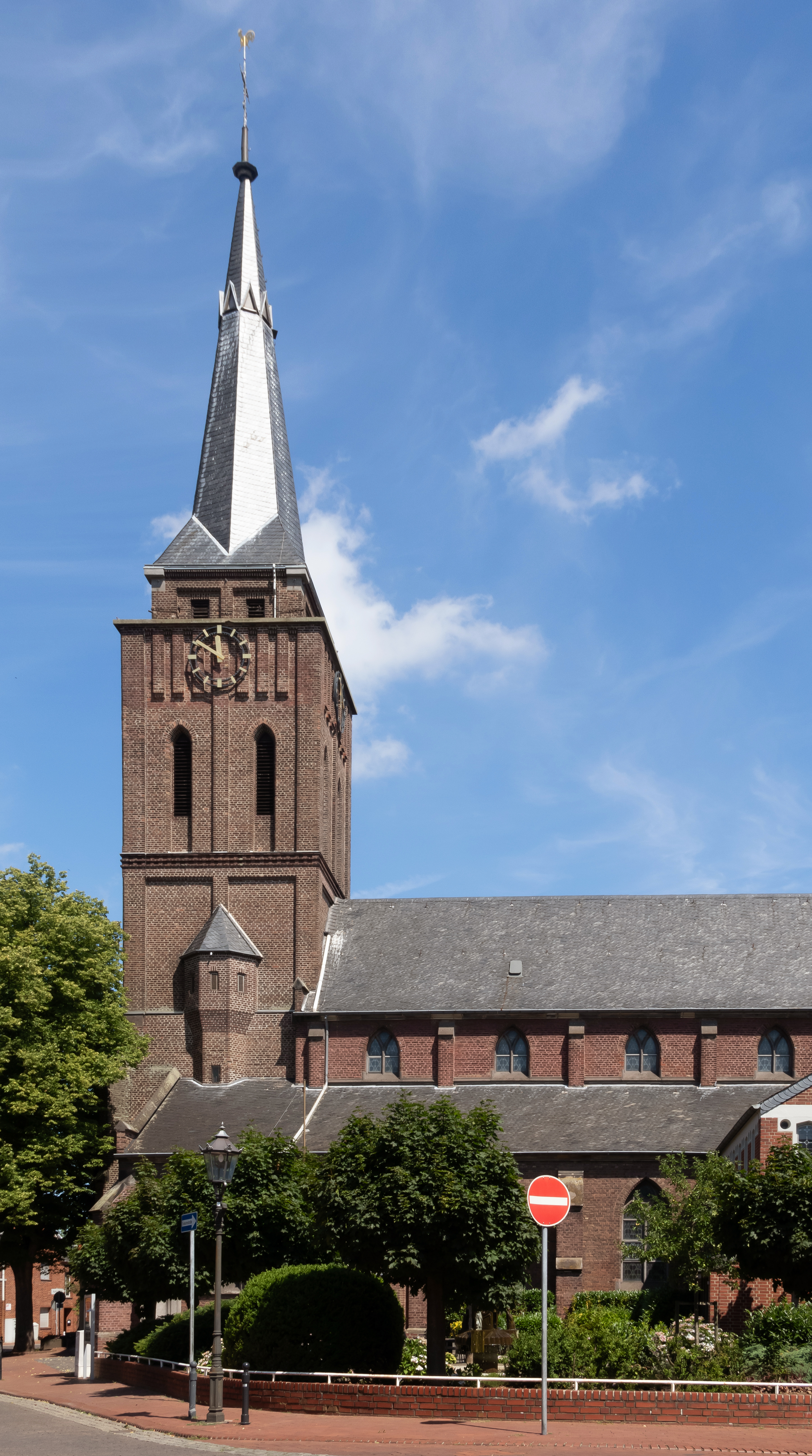
Schiefbahn, katholische Pfarrkirche Sankt Hubertus

Schiefbahn ist ein linksrheinisch am Niederrhein gelegener Stadtteil der Stadt Willich in Nordrhein-Westfalen. Schiefbahn wird westlich von der A 44, nördlich von Alt-Willich, südlich vom Nordkanal und östlich – mit einigem Abstand – von Kaarst begrenzt.

## Geschichte
Im Jahre 1300 wurde erstmals die im östlichen Ortsgebiet des heutigen Schiefbahn gelegene Honschaft Underbruch (auch Underbroik oder Unterbroich; lateinisch: palus inferior) in einem Abgabenverzeichnis des Vogtes von Neersen urkundlich genannt. Sie gehörte als Dingstuhl bis 1794 zum kurkölnischen Amt Liedberg.
1430 tauchte erstmals der Flurname „Schyffbaen“ auf, aus dem sich Schiefbahn entwickelte und der um 1500 Unterbroich als Ortsnamen verdrängte. Seinen Ursprung hat dieser Ortsname von einem Scheibenstand, auf dem sich die Schützenbruderschaften im Armbrustschießen übten. Mundartlich wird eine Scheibe heute noch als „Schiev“ bezeichnet und die Bezeichnung „bahn“ für Schießstand war früher gebräuchlich. Reste dieses Schießstandes waren noch bis in die Zeit des Zweiten Weltkrieges zu sehen.
Um 1430 begann das Dorf zu wachsen: Um eine Kapelle (1458 erstmals urkundlich erwähnt), die dem heiligen Hubertus geweiht war, siedelten die ersten Schiefbahner. Am 21. März 1558 wurde dann die Kapellengemeinde zu einer selbständigen Pfarre erhoben. Danach konnte in Schiefbahn getauft werden, für Eheschließungen musste man noch bis 1655 zur Mutterpfarre nach Anrath. 1598 wurde die Kapelle durch eine Kirche ersetzt, die bis 1830 als Hubertus-Wallfahrtskirche Ziel vieler Pilger war. In den Jahren 1853 bis 1855 wurde die heutige Pfarrkirche St. Hubertus erbaut.
Nachdem Schiefbahn während der Belagerung von Neuss (1474/75) und dem Truchsessischen Krieg (1583–1588) wiederholt geplündert worden war, wurde der Ort um 1590 zum Flecken erhoben, womit das Recht verbunden war die Siedlung mit Toren, Wällen und Gräben zu befestigen.
Schiefbahn verdankt seine Entwicklung wohl hauptsächlich seiner günstigen Lage an einer Straße, die schon in frühgeschichtlicher Zeit Rhein und Maas verband. Diese verlief auf dem Uferstreifen eines alten Rheinarmes, der sich von Kaarst bis Oedt erstreckte. Der Rheinarm ging noch im Jahre 1254 an Schiefbahn vorbei, bis er im 13. und 14. Jahrhundert aber versumpft, vermodert und vertorft ein großes Bruch entstehen ließ. Ab 1692 führte über diese „Hauptstraße“ sogar eine Postkutschenlinie von Neuss nach Venlo. Neben der üblichen (bis 1900 überwiegend ausgeübten) Landwirtschaft kamen auch dadurch Handel, Handwerk und Gewerbe zu einer gewissen Bedeutung. Gänsezucht hatte in Schiefbahn vorübergehend eine besondere Bedeutung, neben Flachs für die heimische Leinenweberei wurde zeitweise auch Hopfen angebaut.
1794 wurde das linke Rheinufer von französischen Revolutionstruppen besetzt. Unter diesen wurde 1800 der Dingstuhl Schiefbahn mit einem inzwischen zu Oedt gehörenden Teil der Honschaft Unterbruch zur Mairie Schiefbahn zusammengefasst und wurde Teil des Kanton Neersen; dieser zählte zum Département de la Roer. Unter Napoleon Bonaparte wurde 1809 der Bau des Nordkanals begonnen und 1811 abgebrochen. 1814 wurde die Region von russischen und preußischen Truppen besetzt und beim Wiener Kongress 1815/16 kam die Region zum Königreich Preußen. Schiefbahn, nunmehr eine preußische Bürgermeisterei, kam 1816 zum neuen Kreis Gladbach. Das fertige Teilstück des Nordkanals wurde unter preußischer Verwaltung von Neuss über Schiefbahn bis Neersen schiffbar gemacht und bis 1850 genutzt.
Im Mai 1849 beteiligten sich Schiefbahner Bürger während der revolutionären Unruhen am Marsch auf Neuss; dieser wurde von preußischen Truppen niedergeschlagen.
1658 zählte Schiefbahn 800 Einwohner, 1798 schon 1500. Im 19. Jahrhundert wuchs die Textilindustrie: 1855 gab es 287 Hauswebstühle für Seide, 228 für Samt. Die Mechanisierung brachte um 1900 die Webindustrie als Hauptzweig der Beschäftigung nach Schiefbahn. 1889 nahm die Seidenweberei Deuß & Oetker in Schiefbahn ihren Betrieb auf; der 16.000 m² große Websaal dieser Fabrik war damals der größte im Deutschen Reich. Bis 1917 stieg die Zahl der Bewohner auf 4031, es gab zwei Straßenbahnlinien, Kirche und Schule wurden erweitert.
1877 wurde der Schiefbahner Bahnhof am Nordkanal fertiggestellt und die Bahnstrecke Neuss–Schiefbahn eröffnet, die 1878 bis Viersen verlängert wurde. 1883 wurde der Bahnhof Niederheide an der Strecke Krefeld–Willich–Rheydt gebaut. Die Strecken wurden um 1955 stillgelegt. Von 1910 bis 1961 bestand eine Straßenbahnverbindung durch Schiefbahn bis nach Krefeld, von 1920 bis 1957 eine weitere nach Mönchengladbach. Seither halten Buslinien den Verkehr zu den Nachbarstädten aufrecht.
1929 fiel durch das Gesetz über die kommunale Neugliederung des rheinisch-westfälischen Industriegebiets die Gemeinde Schiefbahn an den neu gebildeten Kreis Kempen-Krefeld.
Anfang des 19. Jahrhunderts entstand auch eine jüdische Gemeinde in Schiefbahn, die zeitweise mehr als 50 Mitglieder zählte. Diese benutzte ab 1858 ein Bethaus an der Hochstraße und errichtete 1890 an der Straße Am Tömp eine Synagoge. Die Synagoge wurde am 10. November 1938, am Morgen nach den Novemberpogromen, von SA-Männern angezündet, sie brannte völlig aus und wurde später abgerissen. Ende 1941 wurden 11 Schiefbahner Juden deportiert, von ihnen überlebte nur Werner Rübsteck den Holocaust.
Zum Ende des Zweiten Weltkriegs besetzten Soldaten der 2. US-Panzerdivision Schiefbahn. In der Nacht vom 1. auf den 2. März 1945 führen etwa 20 deutsche Panzer der Panzerlehrdivision und 150 Grenadiere einen Überraschungsangriff und versuchten, Schiefbahn zurückzuerobern. Sie führten erbitterte Nahgefechte und Häuserkämpfe, töteten über 100 US-Soldaten und zerstörten 22 gepanzerte Fahrzeuge, darunter auch schwere US-Panzer. 28 Wehrmacht-Soldaten fielen und 7 deutsche Zivilisten starben. Um drei Uhr morgens zogen die Angreifer sich zurück. 
Der Angriff sollte bei Mönchengladbach stehenden deutschen Truppenteilen den Rückzug via Bundesstraße 57 zur Krefeld-Uerdinger Brücke ermöglichen.
Anfang des 20. Jahrhunderts waren einige evangelische Familien nach Schiefbahn gezogen. In den Nachkriegsjahren kamen zahlreiche evangelische Flüchtlinge aus den deutschen Ostgebieten in die Region. 
1951 gründete sich eine evangelische Gemeinde in Schiefbahn. Die Gemeinde errichtete 1957 die behelfsmäßige Evangelische Kirche Schiefbahn, die in den 1980er Jahren in „Hoffnungskirche“ umbenannt wurde und 1994/95 einem Neubau wich.
Nach dem Zweiten Weltkrieg wurden mehrere neue Baugebiete erschlossen und das Straßennetz erweitert. Bei der Gründung der Stadt Willich am 1. Januar 1970 brachte die Gemeinde Schiefbahn mehr als 10.000 Einwohner ein.

## Wappen
Ein Wappen führte die Gemeinde Schiefbahn von 1947 bis zur Zusammenlegung der Stadt Willich 1970. Das Wappen zeigt in grünem Feld über einer silbernen St. Hubertus-Trophäe mit goldenem Geweih und goldenem Kreuz eine silberne, beschossene Scheibe, flankiert von zwei silbernen, goldbestielten, mittelalterlichen Armbrustschießbolzen, rechts ein Spitzbolzen für die Schießscheibe, links ein Stumpfbolzen für das Tontaubenschießen. Das Wappen vereinigt das Sinnbild des Ortsnamens mit dem Symbol des Pfarrpatrons Hubertus.

## Sehenswürdigkeiten
- Fietsallee am Nordkanal
- Katholische Kirche St. Hubertus[2]
- ebenfalls ortsbildprägend: Fernmeldeturm Willich-Schiefbahn (1976)

## Persönlichkeiten
- Andreas Stündeck (≈1750–1810), Rechtswissenschaftler, Syndikus auf Kloster Kamp und Hofrat im Fürstentum Salm
- Heinrich Benedikt Sürder (1841–1916), Bürgermeister
- Hans Lamers (1926–2014), Jurist und Kommunalpolitiker
- Karl-Heinz Schriefers (1926–2018), Chirurg und ärztlicher Standespolitiker
- Norbert Schmitz (* 1933), Physiker, Hochschullehrer und Sachbuchautor
- Josef Heyes (* 1948), Politiker (CDU)
- Stefan Funken (* 1966), Mathematiker